# Donacia jacobsoni
Donacia jacobsoni là một loài bọ cánh cứng trong họ Chrysomelidae. Loài này được Semenov & Reichardt miêu tả khoa học năm 1927.